# Хай-Лайн (кросс кур)
Хай-Лайн (англ. Hy-line) — это кросс кур, выведенный в Соединённых Штатах Америки, который отличается высоким уровнем яйценоскости, а также устойчивостью к различным заболеваниям и неприхотливостью, но вдобавок, также отличается уравновешенным характером. Таких кур используют как в промышленных, так и в бытовых целях, что делает выращивание практичным и рентабельным.

## История появления породы
История появления кросса началась с известной в отрасли компании Hy-Line International, которая была основана в 1936 году, что говорит о том, что компания давно на рынке и порода ими выведенная порода уже успела взять ряды лучших кур-несушек, компания также является первым высокотехнологичным институтом в области генетики и занимается разведением этой породы кур в промышленных масштабах, как результатом селекции американским селекционерам удалось вывести кур кросс Хай Лайн, кросс кур легко сопротивляется и переносит различные заболевания и сохраняет такую же высокую яйценоскость и качество яиц, что является успехом, к слову размер яиц составляет более 60 граммов.

## Описание породы
Куры Хай-Лайн яйценоски, поэтому яйценоскость кур достигает в среднем 300 или 250 яиц (в год), но помимо этого были и есть рекордные результаты в 340—350 яиц (в год), но по этой причине куры немного прибавляют в весе, вес взрослой особи может достигать 1,67-1,74 килограмма, но это связано еще и с тем, что это несушки, как мы уже упоминали ранее, яичного направления, а не мясного направления. сам кросс был выведен на основе такой же популярной породы кур как Леггорн из-за этого Хай Лайн и Леггорн имеют много сходств, что касательно характера кур Хай Лайн у них покладистый, спокойный и уравновешенный характер, также они не агрессивны и неприхотливы. Теперь о внешнем виде этой породы, так как кросс имеет своего прародителя в виде породы кур Леггорн, крайне необходимо при покупке кур Хай Лайн знать конституцию и тип этой породы, чтобы не спутать с другими кроссами и гибридами, перейдем к информации о внешнем телосложении и внешнем виде кур:
- Белый или коричневый цвет оперения как у кур так и у петухов;
- Большой яркий гребень листообразной формы с темно-розовым оттенком;
- Крепкая или узкая конституция тела похожее на продолговатый треугольник;
- небольшая голова и пропорциональная крепкая шея;
- Маленькие серёжки;
- Жёлтый цвет глаз;
- Крылья плотно прилегают к туловищу и ярко выраженные;
- хвост небольшой, приподнят высоко либо слегка;

Также стоит выделить, что многие фермеры и заводчики говорят о выгодности разведения такой породы в промышленных масштабах, а также на приусадебных участках ведь данная порода имеет высокую яйценоскость и свойства в виде: устойчивости к различным заболеваниям, неприхотливости, беспроблемном характере, хотя, как и многие другие выведенные кроссы и гибриды кур, порода утратила материнский инстинкт, хорошими наседками могут быть только чистокровные куры с природными качествами.

## Виды породы Хай-Лайн
Существует лишь два вида кросса Хай-Лайн которые отличаются как по окрасу так и по продуктивности.

### Хай-Лайн Коричневый
Хай-Лайн коричневый (англ. Hy-Line Brown) все по тем же принципам и свойствам, тот же Хай-Лайн но с небольшими отличиями, такие куры набирают 1,5 килограмма но могут весить даже больше среднего веса, целых 2 килограмма, данные несушки могут нести 330 яиц в год, при этом они потребляют около 110 граммов корма, репродуктивный период начинается на 153 день. Также основное отличие в характере такой породы заключается в стрессоустойчивость, поэтому разводить эту породу становится намного легче, особенно если птицефабрика или птичник окружены шумом или другими факторами, которые могут взволновать птицу, о внешних факторах, все, что отличает птицу, это только коричневый цвет оперения, который прилагает плотно к телу, ранее упоминались свойства данной породы.
Вес: курица 1,5 кг — петух 2,5 кг;
Яйценоскость: 330 яиц в год;
Репродуктивный период: начинается на 153 день;
Потребление корма: 110 грамм корма;
Выживаемость молодняка: 96 %;

### Хай-Лайн Белый
Хай-Лайн белый (англ. Hy-Line White) во многих приусадебных участках и промышленных зонах чаще всего можно встретить белых кур, и например, одними из таких кур являются белые куры Хай-Лайн по весовой категории, они уступают коричневым Хай-Лайн, вес белой Хай-Лайн 1,7 килограмма, при этом яйценоскость этой породы около 350 яиц в год, он потребляет в среднем 100 грамм корма.
Вес: курица 1,8 кг — петух 2,5 кг;
Яйценоскость: 350 яиц в год;
Репродуктивный период: начинается на 153 день;
Потребление корма: 100 грамм корма;
Выживаемость молодняка: 96 %;

## Недостатки породы
- Отсутствие материнского инстинкта;
- Быстрое окончание периода активной яйценоскости;

## Способ содержания
Хай-Лайн очень неприхотливый кросс, так что проблем с разведением будет меньше, а возможно при правильном уходе они могут и не возникнуть, начнем с того как обустроить птичник для их содержания, первое конечно это для создания комфортной температуры для кур любой породы, холода это всегда плохо и хоть данная порода переносит холода более лучше чем другие куры, такие куры не морозостойки, и идеальной температурой для них будет +10 +26 градусов Цельсия, также нужно следить за чистотой помещения птичника и свежестью воздуха в птичнике, для этого нужно установить вентиляцию и регулярно проводить обработку и уборку птичника, чтобы у кур не падал уровень яйценоскости, в помещении устанавливается подсветка, которая должна светить на протяжении дня более 14 часов, как и всех кур содержат на теплой подстилке, ее делают из торфа, опилок или соломы, чтобы самки кур могли откладывать яйца, нужно устанавливать гнезда в глубине помещения ближе к дальней стенке где больше темно и трудно проникнуть различным грызунам и хищникам, чтобы птица могла переночевать, необходимо соорудить и поставить жердочки с диаметром балки 4 сантиметра и установить на высоте одного метра. Влажность в помещении должна колебаться в пределах 65 %; поэтому необходимо проветривать помещение и следить за уровнем влажности.